# Grödersby
Grödersby (en danois: Grødersby et Grødesby) est une commune de l'arrondissement de Schleswig-Flensbourg, Land de Schleswig-Holstein.

## Géographie
La commune se situe dans la péninsule d'Angeln, dans la Schlei.
Les quartiers de la commune sont Fegetasch, Friedenshöh, Grödersby-Bahnhof, Grödersby-Hof, Grödersbyholz, Groß-Grödersby, Klein-Grödersby, Habertwedt, Königstein, Marienhof, Moos, Mühlenholz, Neuwerk, Trankier et Westerlücken.

## Histoire
Le nom de la commune vient du danois grøde et de l'allemand by, ce qui signifie une mise en commun des pâturages.
En 1230, le territoire de Grödersby s'étend de Königstein à Pageroe. Il est d'une importtance stratégique, un château-fort est bâti. Il devient la base de plusieurs familles nobles.
En 1406, le château est transmis à la reine Marguerite Ire de Danemark. Le château brûle dans la même année. Par la suite, il revient au chapitre de la cathédrale de Schleswig. L'Église fait de Grödersby un bailliage qui va jusqu'en 1777.
En 1871, les quartiers de Habertwedt, Klein-Grödersby, Marienhof, Königstein, Westerlücken, Grödersby-Bahnhof et Fegetasch sont rattachés à Grödersby.